# Miguel Rodríguez Torres
Miguel Eduardo Rodríguez Torres (Caracas, 21 de enero de 1964) es un militar venezolano, mayor general del Ejército Bolivariano (FANB) con especialidad paracaidismo militar. Fue director de la agencia de inteligencia de Venezuela en tres períodos no consecutivos (en la era DISIP en dos ocasiones y una en su reestructuración como SEBIN) y Ministro del Poder Popular para Relaciones Interiores, Justicia y Paz, de 2013 a 2014. En 2020 fue mencionado como uno de los responsables en un informe presentado por la ONU sobre los crímenes de lesa humanidad cometidos en su país.
Rodríguez fue arrestado el 13 de marzo de 2018, luego de expresar su desacuerdo con el gobierno de Nicolás Maduro y fue inhabilitado para ejercer cualquier cargo público durante un año por la Contraloría General de Venezuela.  En 2023, fue expatriado a España por el gobierno de Maduro.

## Biografía
Miguel Rodríguez Torres nació en Caracas en 1964, en el Hospital Militar Dr. Carlos Arvelo por ser hijo de un oficial del ejército. Su familia fue siempre una familia de clase media, y sus primeros años de vida transcurrieron en Los Chaguaramos. Su papá Jorge Rodríguez Galvis es originario de Santa Bárbara del Zulia, y su madre de Trujillo. Después de Los Chaguaramos, Miguel Rodríguez vivió y estudió en Caricuao, su primaria la curso entre el Colegio San Martín de Porres, la Escuela Cuatricentenaria, el Liceo Ramón Díaz Sánchez y el Liceo Francisco Fajardo.

### Juventud y vida
En 1980, a los 16 años de edad, ingresó a la antigua Academia Militar de Venezuela (ahora UMBV), como integrante de la promoción Juan Gómez, allí inició su carrera militar que según sus expedientes también fue exitosa y disciplinada, alcanzando a graduarse en el noveno lugar de 109 integrantes de la promoción. Su especialidad es la infantería, y dentro de ella, operaciones especiales, por eso durante sus primeros años de carrera se desempeñó en unidades de cazadores, comando y paracaidistas, siendo estas últimas en las que desarrolló mayor experiencia. Rodríguez Torres tiene posgrados en gerencia logística, finanzas, negociación y resolución de conflictos y alcanzó el doctorado en ciencias administrativas y gerenciales. Fue oficial de la Guardia de Honor Presidencial, profesor de la Escuela de Infantería, instructor de paracaidismo, Comandante del Cuerpo de Alumnos del Centro Petrolero del Ejército y Director de la Academia Militar.

## Activismo

### Intento de golpe de Estado de 1992
Rodríguez participó en el Primer intento de golpe de Estado de Venezuela de 1992. Llevó al Batallón José Leonardo Chirinos para la toma de resguardo de La Casona, la casa presidencial. Durante el asalto, murieron en combate: Gerson Gregorio Castañeda, 26 años, agente de la DISIP adscrito a la División de Patrullaje Vehicular; Edicto Rafael Cermeño, Agente de la DISIP; Jesús Rafael Oramas, 30 años, agente de la DISIP, adscrito a la División de Patrullaje Motorizado; Jesús Aponte Reina, 21 años, agente de la Policía Municipal de Sucre, al igual que dos oficiales y cuatro soldados paracaidistas
Una vez fracasado el golpe militar, fue detenido inicialmente en los calabozos de la DIM, y posteriormente trasladado al Cuartel San Carlos donde pasó 2 años y un mes de su vida. El presidente Rafael Caldera otorgó una amnistía a todos los participantes en los alzamientos el 92 y por ello Rodríguez obtuvo la libertad.
Luego de salir de la cárcel, por negociaciones que hace para aquel entonces el teniente coronel Hugo Chávez, regresó al ejército dado que se negó rotundamente a negociar su libertad por la baja, cosa que él mismo cuenta que le produjo muchas persecuciones y ocho encarcelamientos antes de las elecciones del año 1998. Sin embargo, al salir de la cárcel le ordenan hacer el curso avanzado de infantería, donde alcanzó el primer lugar en el curso, luego de eso lo envían a servir en la frontera, cercano al río Catatumbo, así pasa el tiempo entre el año 94 y 98..[cita requerida]

### Dirección de los Servicios de Inteligencia y Prevención
Una vez que gana la presidencia Hugo Chávez, el mismo día de las elecciones, es llamado por "El Comandante" para integrarse a su equipo de trabajo y es cuando se inicia su carrera en el área de inteligencia, lo preparan en Operaciones Clandestinas y lo envían a la Dirección de los Servicios de Inteligencia y Prevención, en ese momento dirigía Jesús Urdaneta. En el año 2000, sale Rodríguez Torres a hacer el curso de Estado Mayor, donde alcanza de nuevo el primer lugar en el curso, y estando en la Escuela Superior nunca perdió el contacto y control con unidades de inteligencia.
Luego del Golpe de Estado en Venezuela de 2002, lo llama el Presidente Hugo Chávez para que asuma la Dirección General de la DISIP, cargo en el que se inicia con la dificultad de que tal institución había sido totalmente abandonada por sus jefes directos y un grupo importante de esos funcionarios se encontraban en actitud de in-subordinación logrando superar estas dificultades.

### Primera reestructuración de la DISIP
Superando las dificultades hace una primera reestructuración de la DISIP en 2003, en ese cargo le corresponde afrontar situaciones difíciles, como el Paro petrolero entre 2002 y 2003, la crisis en la embajada de España y el Consulado de Colombia. Además de un caso por el que fueron sentenciados, en 2005, tres militares venezolanos y 27 colombianos acusados de rebelión militar y de integrar un supuesto grupo de paramilitares. El grupo fue detenido en mayo de 2004 a las afueras de Caracas, el Gobierno los acusó de planificar un complot que incluía el asesinato del mandatario nacional. variadas conspiraciones contra el Presidente Hugo Chávez, nacionales e internacionales.

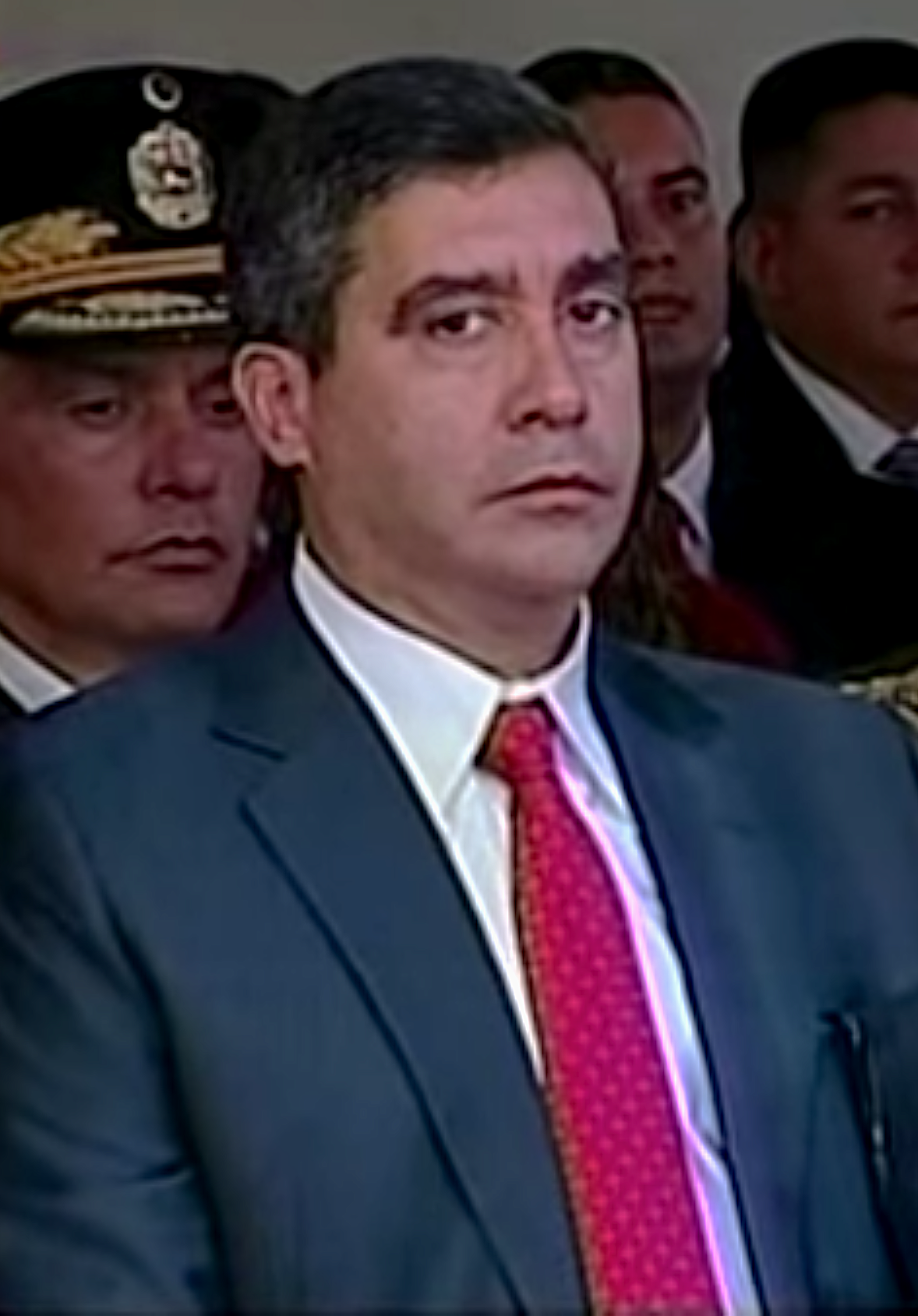
Miguel Rodríguez Torres en una ceremonia militar en 2014.

En este periodo le correspondió detectar, develar e investigar casos muy complejos, en los que tuvo resonados éxitos. A pesar de esto, siempre se mantuvo en un muy bajo perfil mediático, como corresponde a un jefe de inteligencia. El 2 de junio de 2010 inició una fase más profunda de reestructuración de la DISIP, que pasó a llamarse Servicio Bolivariano de Inteligencia Nacional (SEBIN)
El 22 de abril de 2013 es nombrado Ministro para las Relaciones Interiores, Justicia y Paz.
En octubre de 2014 Rodríguez Torres fundó el llamado Movimiento Amplio Desafío de Todos (Maddt).

## Relación con asesinato de José Odreman
El 7 de octubre de 2014 a las 10:40 a. m. José Miguel Odreman Davila líder del  "Colectivo 5 Marzo" responsabilizó en Televisión Nacional al entonces Ministro del Interior y Justicia Miguel Rodríguez Torres de cualquier atentado en contra su vida. Cabe recordar que los grupos colectivos han apoyado siempre al gobierno y viceversa desde donde se inicia el distanciamiento del ministro con Maduro. Ese mismo día a las 11:50 a. m. Odreman cayó abatido en un enfrentamiento contra la Brigada de Acciones Especiales (BAES) del CICPC, comandado directamente por el Comisario Douglas Rico en una operación que dejó un saldo de 6 personas muertas. Dos días después Richard Dávila, declaró que su hermano (José Odreman) recibió más de 40 impacto de bala y que la escena del crimen había sido limpiada. En la operación
La operación despertó la opinión pública y causó descontentó en los Colectivos Revolucionarios quienes exigieron su renuncia, Fue demandado por los integrantes de los colectivos "Juan Montoya" y "5 de Marzo" como culpable de la muerte de uno de sus líderes, José Odreman. Rodríguez Torres fue removido del cargo el 24 de octubre del mismo año luego de fuertes polémicas y el comisario Rico fue ascendido a Director General del CICPC. El crimen continúa sin ser resuelto.

## Arresto
Luego de expresar su desacuerdo con el gobierno de Nicolás Maduro y de ser inhabilitado para ejercer cualquier cargo público durante un año por orden de la Contraloría General el 1 de febrero de 2018, el 13 de marzo Rodríguez fue arrestado por funcionarios del Servicio Bolivariano de Inteligencia Nacional después de una conferencia en el hotel President de Caracas por "atentar contra la patria" y por presuntamente "estar incurso en acciones contra la paz y la tranquilidad pública y en la conjura dirigida a atentar contra la unidad monolítica de la Fuerza Armada Nacional Bolivariana (Fanb)". Fue trasladado a la sede del Sebin en Plaza Venezuela. y posterior a eso el exministro de Interior y Justicia es presentado ante una corte militar el 14 de marzo en Caracas.
En una primera audiencia preliminar en julio de 2021(después de más de tres años preso) le eliminan 5 de los seis delitos que se le acusan. El debido proceso no funcionó, el juicio se detuvo y no se hizo audiencia alguna. Luego de cinco años preso y de arduas negociaciones por parte del Presidente Rodríguez Zapatero, el general es liberado y enviado a España si fecha de regreso. En un video publicado en las redes el Mayor General se despidió de Venezuela y agradeció a Zapatero y a elementos de la oposición y el gobierno que batallaron por su liberación. Fue un preso político de Nicolás Maduro.
El 21 enero de 2023 fue excarcelado por las autoridades venezolanas. Rodríguez agradeció al expresidente español José Luis Rodríguez Zapatero por sus gestiones durante tres años para conseguir su liberación y expatriado del país con destino a Madrid.
El 7 de mayo de 2025 la Justicia española investigará por delitos de lesa humanidad y torturas cometidas durante sus gestiones a  Miguel Rodríguez Torres quien fue denunciado el 5 de mayo por la opositora Dulce Bravo, representada por la Unión de la Resistencia de Venezolanos en el Exilio.